# Кяльгозеро (озеро, Сегежский район)
Кяльгозеро — озеро на территории Идельского сельского поселения Сегежского района Республики Карелии.

## Общие сведения
Площадь озера — 2,5 км², площадь водосборного бассейна — 72,7 км². Располагается на высоте 74,1 метров над уровнем моря.
Форма озера лопастная, продолговатая: оно вытянуто с северо-запада на юго-восток. Берега каменисто-песчаные, местами заболоченные.
Через озеро протекает река Кочкома, которая, беря начало из Сюньдьозера и протекая ниже течением Кочкомозеро, впадает в реку Нижний Выг.
В юго-восточную оконечность Кяльгозера впадает протока, вытекающая из озера Тонкого.
В озере расположено не менее трёх безымянных островов различной площади.
Код объекта в государственном водном реестре — 02020001311102000008463.